# 鄒漢大戰
鄒漢大戰，是台灣鄒族特富野和達邦與清帝國之間爆發的大規模戰爭，鄒族在這場戰爭中巧妙利用計謀放低對手的戒心，降低其戰鬥力，並且以少擊多，打敗了入侵的漢人軍隊，特富野部落和達邦部落皆有其版本。

## 背景與起因
過去鄒族人曾廣泛生活在山上和平地，但在漢人到來之後，因土地紛爭而爆發衝突。由於漢人有許多槍枝，所以平地的鄒族人被打敗而逃入山中，而漢人也經常在當地官員的許可下入山強佔原住民的財產並欺負原住民，山上的鄒族人因此恨透了漢人，看到漢人就要殺掉，雙方僵持了很長一段時間。
後來，特富野發生了瘟疫，大量人口死去，只剩三十幾名壯丁和其他老弱婦孺，得知情況的清朝官員認為這是消滅特富野社的機會，因此派出兵力攻打；達邦社的版本則是因為瘟疫而接受了漢人的統治，進行交易，並且讓數十名漢人官員住在部落裡監視他們，但那些官員還是很貪心暴虐，經常毆打族人、搶奪原住民的東西，直到有一次某個年輕人因為被山豬咬了而在庫巴裡休息時，官員找上他的麻煩，他一氣之下殺了那個官員、其他官員則逃回平地，雙方因此爆發戰爭。

## 計謀
面對大量的清朝軍隊，自知不敵的鄒族人選擇智取，他們先派出了使者前往札哈木（Ca'ahamü，今台南地區）求情，關於使者的身分，特富野版本為頭目雅伊布谷（Yaipuku），達邦社則是頭目兒子，但兩個版本中的官員都以「軍隊已經派出去，來不及了」為由而拒絕；另一方面，鄒族人也派出大量年輕貌美的女性在通往部落的必經之路上等待清軍，聲稱部落知道無法對抗清朝軍隊，所以派出她們迎接並協助部隊前往部落，拜託他們不要消滅族人，清朝軍隊信以為真，便讓她們帶路前往部落，連行李和槍枝也都給她們拿，在鄒族女性的討好之下，軍隊都放低了戒心，晚上在河邊休息時，甚至還有長官枕在女性的腿上。
隔天軍隊持續前進並要過河時，鄒族女性故意把裙子撩很高吸引軍隊的注意，並趁他們不注意時把將槍枝和火藥浸在水裡弄濕，反覆幾次之後，她們終於把軍隊引到計畫中位於一處峭壁邊的伏擊地點，該處位於達邦社西南方，被特富野稱為「瑪蔑斯必阿那」（Mamespingana，婦人之地，曾有在扁豆花儀式上被玷汙的少女和其他姊妹在該處投崖自盡），達邦社則稱為「艾烏扒卡那」（Eupakana），而帶領軍隊的女性則是來自其轄下的小社「亞瑪卡艾娃」（Yamakaewa）和「比沙比奇」（Bisabiki）。

## 戰鬥
確定目標抵達後，埋伏的男性這時丟出石頭作為暗號，女性隨即跑離軍隊，而30名男性也衝出來發動襲擊，他們一邊逼近一邊射箭射倒前排的敵兵，並且在接觸後大肆砍殺對方，清朝軍隊雖然想開槍回擊，但火藥都被女性弄濕了，沒有還手餘地的他們最後被鄒族軍隊消滅，還有人試著爬上懸崖躲避，也被鄒族人射死，據說當時流的血染紅整條溪流。鄒族最後留了兩個人，讓他們被反綁著走下山向清朝報告情況，但也被路上回來的求情代表殺死。

## 後續
這一戰鄒族人大獲全勝，漢人則是被他們的強悍嚇到，好一段時間都不敢再靠近他們。

## 考據
鄒族學者浦忠成認為，該傳說是實際發生過的一場戰爭，發生於康熙60年，鄒族因為受不了番割（住在山裡而通族語的漢人、或是隘勇）的欺負而起而反抗，連橫在台灣通史中則是以清朝官方的角度記載，稱其為「阿里山番亂」，戰敗的隔年，諸羅縣知縣孫魯派人安撫鄒族、將其歸為化番，邵族的納餉也被歸在鄒族的分裡，是少數漢人史書和和鄒族口傳歷史可以互相對照的事件。